# Cantonul Saint-Quentin-Nord
Cantonul Saint-Quentin-Nord este un canton din arondismentul Saint-Quentin, departamentul Aisne, regiunea Picardia, Franța.

## Comune
- Essigny-le-Petit
- Fieulaine
- Fonsomme
- Fontaine-Notre-Dame
- Lesdins
- Marcy
- Morcourt
- Omissy
- Remaucourt
- Rouvroy
- Saint-Quentin (parțial, reședință)